# Estadio Mikheil Meskhi
El estadio Mikheil Meskhi (en georgiano: მიხეილ მესხის სახელობის სტადიონი), también conocido por su nombre anterior Lokomotivi (ლოკომოტივი), es un estadio multiusos ubicado en Tiflis, Georgia. Fue inaugurado en 2001 y tiene una capacidad para 27 223 espectadores sentados, siendo el estadio en el que disputa sus partidos el FC Lokomotivi Tbilisi y las selecciones nacionales de fútbol y rugby. Es el segundo estadio con más capacidad del país, y fue nombrado en honor al futbolista Mikheil Meskhi.